# Milena Govich
Milena Govich (Norman (Oklahoma), 29 oktober 1976) is een Amerikaanse actrice, filmproducente en filmregisseuse. 

## Biografie
Govich werd geboren in Norman (Oklahoma), in een gezin van vier kinderen. Haar vader werkte op de Universiteit van Oklahoma en haar moeder werkt op de Universiteit van Centraal Oklahoma, beide als professor. Haar vader was van Servische komaf en moeder van Schotse/Engelse komaf. Govich volgde haar ouders wat haar opleiding betrof en volgde beide scholen, op de universiteit van Centraal Oklahoma slaagde zij Cum laude in de opleidingen toneelactrice en geneeskunde en had als bijvakken dansen en viool spelen. Na haar afstuderen verhuisde zij naar New York om zich te gaan richten op het acteren. 
Govich heeft een tante in New York die actief is als actrice op Broadway en zo is zij begonnen als toneelactrice. Haar eerste rol was in 2000 in de musical Cabaret, hierna heeft zij nog meerdere rollen vervult op het toneel.
Govich begon in 2004 met acteren voor televisie in de film Bad Behavior. Hierna heeft zij nog meerdere rollen gespeeld in films en televisieseries, het meest bekend is zij van haar rol als inspecteur Nina Cassady in de televisieserie Law & Order waarin zij in drieëntwintig afleveringen speelde (2005-2007). Ook speelde zij de rol van Candy in de televisieserie Rescue Me waarin zij in zestien afleveringen speelde (2005-2009).
Govich is in 2003 getrouwd.

## Filmografie

### Films
Uitgezonderd korte films.
- 2021 The Cleaner - als Vanessa
- 2020 Be the Light - als Rose
- 2018 Closure - als Prudence
- 2015 Pass the Light - als Anne
- 2015 Lucky Number - als Scar
- 2013 Straight Out of the Closet - als Rachel
- 2011 A Novel Romance – als Jenny Sparks
- 2009 Sordid Things – als Helen Little
- 2006 East Side Story – als Sara
- 2006 In Love – als Maxine
- 2004 Bad Behavior – als Alex

### Televisieseries
Uitgezonderd eenmalige gastrollen.
- 2014 - 2015 Finding Carter - als Lori Stevens - 24 afl.
- 2012 Make It or Break It - als Regina Turner - 2 afl.
- 2010 The Defenders – als Tracy Hunt – 2 afl.
- 2005 – 2009 Rescue Me – als Candy – 16 afl.
- 2007 K-Ville – als Lyndsey Swann – 4 afl.
- 2005 – 2007 Law & Order – als rechercheur Nina Cassady – 23 afl.
- 2006 Conviction – als Jessica Rossi – 13 afl.

### Filmproducente
- 2019-2020 FBI - televisieserie - 14 afl.
- 2018 Unspeakable - korte film
- 2017 Temporary - korte film

### Filmregisseuse
- 2022 FBI: International - televisieserie - 1 afl.
- 2022 Law & Order - televisieserie - 2 afl.
- 2022 Good Sam - televisieserie - 1 afl.
- 2021-2022 FBI: Most Wanted - televisieserie - 4 afl.
- 2021 The Equalizer - televisieserie - 1 afl.
- 2019-2021 Chicago Fire - televisieserie - 2 afl.
- 2018-2021 Chicago Med - televisieserie - 7 afl.
- 2019 FBI - televisieserie - 1 afl.
- 2019 The InBetween - televisieserie - 1 afl.
- 2018 Unspeakable - korte film
- 2018 Susanne and the Man - korte film
- 2017 Temporary - korte film

## Theaterwerk opBroadway[1]
- 2005 Good Vibrations - als Rhonda
- 2002 The Boys from Syracuse - als Courtesan
- 1998-2004 Cabaret - als Sally Bowles / Lulu (understudy)

- Library of Congress Control Number: n2015011857
- Virtual International Authority File: 315084232
- WorldCat: E39PBJdxbfDTBFwk8HR4KbR9Xd